# António Leal Moreira
António Leal Moreira (ur. 30 czerwca 1758 w Abrantes, zm. 26 listopada 1819 w Lizbonie) – portugalski kompozytor okresu klasycyzmu.

## Życiorys
30 czerwca 1766 wstąpił do Seminário da Patriarcal w Lizbonie, gdzie był uczniem João de Sousy Carvalho, a od 1775 jego asystentem, następnie organistą. 19 maja 1777 wykonał publicznie swoją pierwszą kompozycję sakralną Missa do Espírito Santo, która została odśpiewana podczas aklamacji królowej Portugalii Marii I . W 1787 został mianowany pierwszym kapelmistrzem (port. mestre de capela) dworskiej kapeli kaplicy królewskiej, na potrzeby której także komponował muzykę religijną  .
W 1790 został dyrygentem Opery Włoskiej w Lizbonie . W latach 1793–1800 pełnił funkcję dyrektora muzycznego w nowo otwartym Teatro Nacional de São Carlos, gdzie poprowadził koncert inauguracyjny, a później wystawił wszystkie swoje opery .

## Twórczość
Moreira był jednym z pierwszych portugalskich kompozytorów tworzących do tekstów w ojczystym języku, choć większość jego utworów jest w języku włoskim. Jego włoskie opery cieszyły się dużym powodzeniem, m.in. Siface e Sofonisba (wystawionym w Queluz, 1783), Ascanio in Alba (Queluz, 1785), Gli eroi spartani (Ajuda, 1787), A saloia enamorada, ou O remédio é casar (Lizbona, 1793), A vingança da cigana (Lizbona, 1793), L’eroina lusitana (wyst. w Lizbonie, 1795) oraz Musiche ne Il disertore francese (Turyn i Mediolan, 1800)  .
Komponował także utwory instrumentalne (cztery sinfonie) oraz muzykę religijną, m.in. pięć villancicos, cztery msze, dwa magnifikaty, 11 zestawów responsoriów, psalmy  .